# Belisari
Flavi Belisari (grec medieval: Φλάβιος Βελισάριος, Flàvios Velissàrios; llatí: Flavius Belisarius; nascut cap al 500 i mort el 13 de març del 565), sovint conegut simplement com a Belisari, fou el general més destacat de l'Imperi Romà d'Orient en l'antiguitat tardana. Va ser el principal protagonista militar de l'expansió que durant el regnat de Justinià I va experimentar l'imperi arreu del Mediterrani occidental, per sobre d'altres figures importants com el general Narses. Va néixer a Germània, ciutat d'Il·líria, vers el 505.

## Biografia
De jove va servir sota l'emperador Justí I vers 521-527 (fou part de la seva guàrdia personal) i quan Justí I va morir, el nou emperador Justinià I el va nomenar general de l'exèrcit oriental per controlar la frontera persa (529-532). El seu primer conflicte fou la guerra d'Ibèria. Va guanyar una primera batalla als perses i el juny de 530 la batalla de Daraa, però fou quasi derrotat el 531 en la batalla de Cal·linícon a l'Eufrates, després de la qual es va arribar a un tractat de pau amb els perses, els quals va forçar a signar una «Pau Eterna» després de dècades de guerra a l'Orient Pròxim.

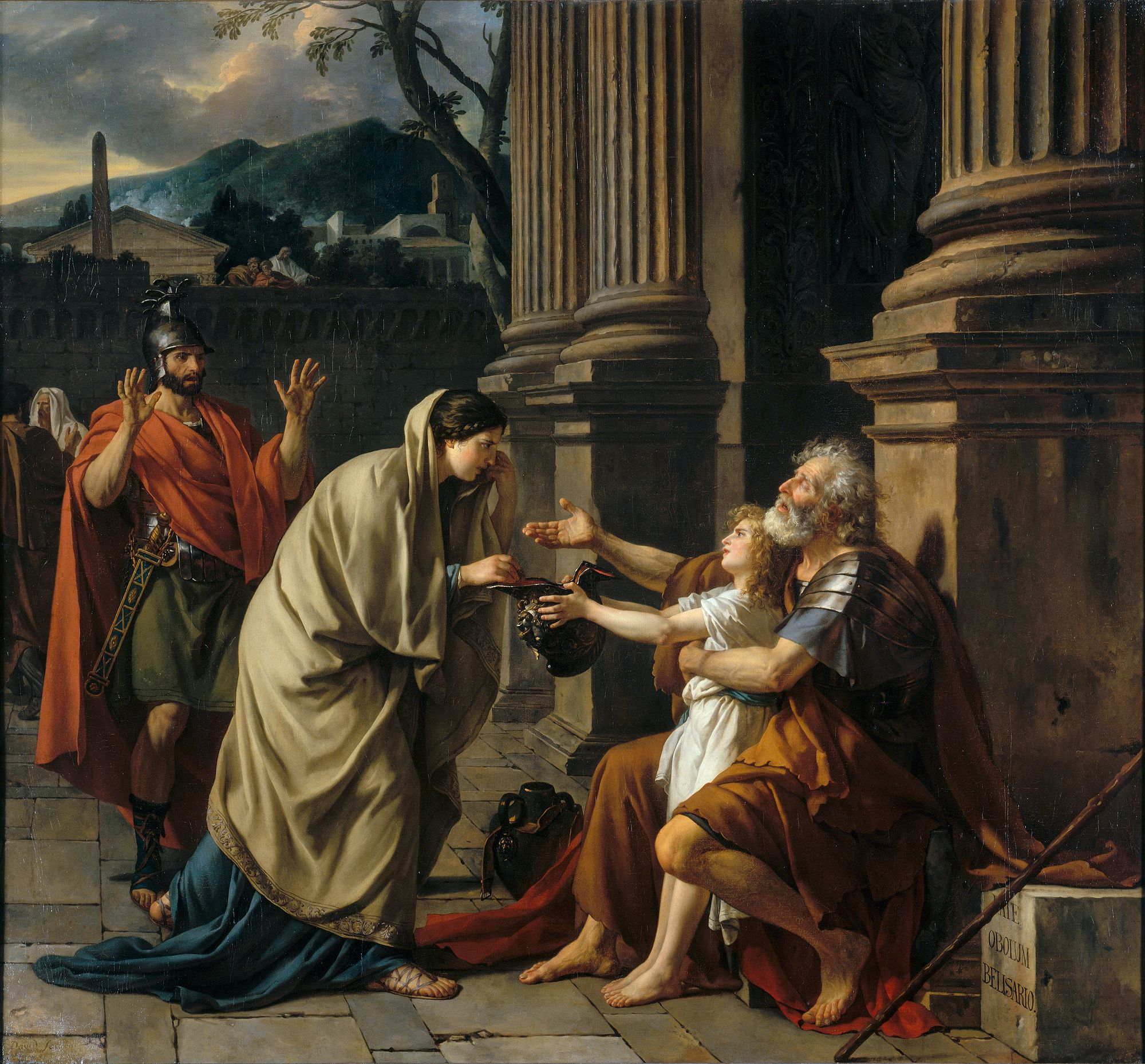
Belisari, de Jacques-Louis David (1781)

 Es va casar llavors amb Antonina, una dona d'alt rang i molt rica, però de poques virtuts morals, que havia estat actriu. El 532 era l'oficial de més alta graduació a Constantinoble durant la revolta de la Nika que amenaçava de derrocar l'emperador Justinià, i amb l'ajut del mestre dels soldats d'Il·líria, Mundus, va sufocar la revolta en un bany de sang a l'hipòdrom (uns 30.000 morts).
Derrocat Hilderic (rei dels vàndals), aliat romà, per l'usurpador Gelimer, l'emperador va declarar la guerra i va encarregar a Belisari (533) l'expedició a l'Àfrica que va culminar amb la conquesta de Cartago després de les victòries en la batalla del Desè Mil·liari el 13 de setembre del 533 i en la batalla de Tricamàrum el 15 de desembre del 533 va portar a la rendició i captura del darrer rei Gelimer a Mont Pappua. El Regne Vàndal, incloses les illes de Sardenya, Còrsega i les Balears quedaren incorporades a l'imperi, també va recuperar objectes del temple de Jerusalem que el rei Genseric havia pres de Roma cap a Cartago. Va celebrar el triomf a Constantinoble i l'1 de gener del 535 va obrir el seu període anyal com a cònsol en solitari, un càrrec cerimonial derivat de l'antic imperi.

## Guerra gòtica
La guerra gòtica la va desenvolupar en dues fases. La primera (535 a 540) es va iniciar amb la reclamació de Justinià sobre Sicília i l'exigència d'abdicació del rei ostrogot Teodat. El 535 Belisari va conquerir Sicília i el 537, Nàpols. Va defensar brillantment Roma contra els atacs del nou rei ostrogot Vitigès (març del 537 a març del 538) i va conquerir Ravenna on era Vitigès el desembre del 539. El 537 l'emperadriu Teodora li va encarregar de deposar el papa Siveri I, instal·lat pels gots. Belisari era catòlic i l'emperadriu era monofisita. Belisari el va substituir pel diaca Vigili I que ja el 531 havia estat designat per Bonifaci II com a successor i havia estat rebutjat pel clergat romà. Silveri fou enviat a l'exili a Lícia, però més tard Justinià va ordenar reposar-lo i sembla que Antonina, dona de Belisari i millor amiga de l'emperadriu, van aconseguir que fos enviat a l'Illa de Ponça on va morir de gana.
A començament del 540 Justinià el va cridar a Constantinoble on per gelosies de la cort i dels generals, no va poder celebrar el triomf.
La segona fase (544-548) va començar amb el seu nomenament com a comte de les cavallerisses, és a dir, comandant de la cavalleria. El nou rei Tòtila (541-544) va iniciar la guerra i va recuperar el nord d'Itàlia i Roma. Belisari va reunir la flota a la Pulla i per arribar a Itàlia prenent Ravenna i després d'uns mesos de setge de Roma (maig del 546 al febrer del 547), finalment els ostrogots es van retirar i Belisari va establir a la ciutat sòlides posicions que li van permetre la seva defensa de futurs atacs. Llavors va fer una campanya a Lucània, però altre cop intrigues de palau el van cridar a Constantinoble on va retornar el setembre del 548, deixant al front a Narses que va acabar eliminant el regne ostrogot i sota el qual es va formar l'Exarcat de Ravenna. Belisari va passar a retir.

## Guerra amb Pèrsia
El 541 li fou encarregada la defensa de la frontera amb Pèrsia, quan Síria fou atacada pel rei Còsroes I (541-543) que va acabar amb una treva per cinc anys amb el pagament d'una forta quantitat de diners a la cort persa. Llavors fou cridat altre cop per les intrigues de l'emperadriu Teodora i la seva pròpia muller Antonina i es va escapar per poc d'una condemna a mort.

## Defensa contra els búlgars
La darrera victòria de Belisari fou la defensa contra els búlgars el 559, quan fou cridat per l'emperador davant de la invasió dels que les fonts romanes defineixen com a huns (tot i que en realitat es tractava d'una coalició de pobles eslaus entre els quals destacaven els nouvinguts búlgars des de l'actual Rússia); Belisari va repel·lir els búlgars.
El 562 fou acusat de corrupció i declarat culpable probablement essent innocent i els seus béns foren confiscats. Justinià el va perdonar el 563 i li va retornar el favor imperial. Una llegenda, demostrada com a falsa, afirma que Justinià va ordenar cegar-lo. Finalment va morir a Constantinoble el 13 de març del 565.